# Prunus laurifolia
Prunus laurifolia är en rosväxtart som beskrevs av Joseph Decaisne. Prunus laurifolia ingår i släktet prunusar, och familjen rosväxter. Inga underarter finns listade i Catalogue of Life.